# Parabopyrella delagoae
Parabopyrella delagoae är en kräftdjursart som först beskrevs av M. Bourdon1982.  Parabopyrella delagoae ingår i släktet Parabopyrella och familjen Bopyridae. Inga underarter finns listade i Catalogue of Life.